# فاز S

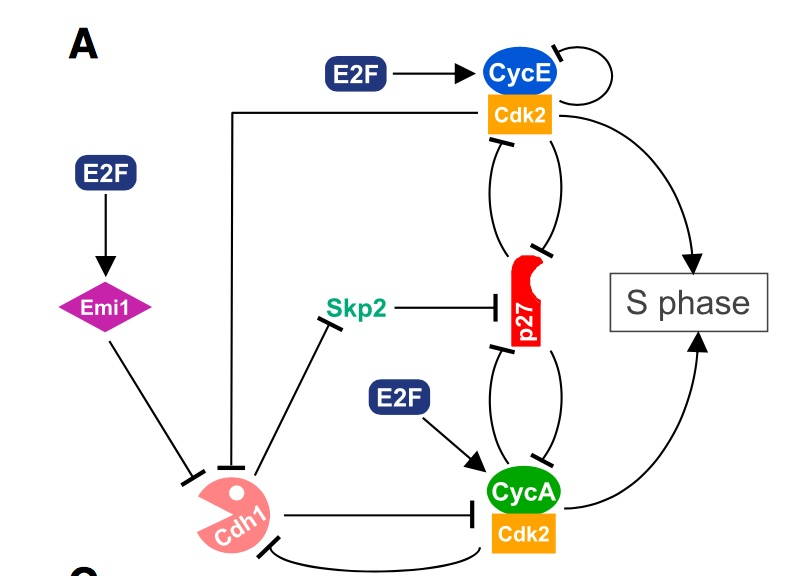
تصویری از تنظیم چرخه سلولی انتقالی

مرحلهٔ اس یا مرحلهٔ ساختن یا سنتز دی‌ان‌ای (به انگلیسی: Synthesis Phase) یکی از بخش‌های چرخهٔ سلول است که طی مرحلهٔ اینترفاز انجام می‌شود. این بخش، پس از نخستین بخش رشد (G1) و پیش از دومین بخش رشد (G2) رخ می‌دهد. در این بخش از چرخهٔ سلول، در یوکاریوت‌ها دی‌ان‌ای خطی هسته، همانندسازی می‌کند. همانندسازی دقیق و بدون خطای ژنوم برای تقسیم سلول صحیح ضروری است بنابراین سازوکارهایی که در مرحلهٔ S رخ می‌دهند، بسیار دقیق واپایش شده و حفظ می‌شوند.
کروماتیدها در این بخش هنوز فشردگی و انباشتگی خود را پیدا نکرده‌اند. در طول فاز S، یک سلول معمولی تنها یک بار ژنوم خود را همانندسازی می‌کند. مرحلهٔ سنتز چرخهٔ سلول برای بازتولید دقیق اطلاعات ژنتیکی ذخیره شده، ازجمله فنوتیپ‌ها و الل‌ها در هستهٔ سلول بسیار مهم است. در پایان فاز S اینترفاز، نقطهٔ وارسی وجود ندارد.

## تنظیم
پیش از فاز S، فاز G1 اینترفاز قرار دارد که بیشترین مدت زمان عمر یک سلول در آن می‌گذرد. برای انتقال فاز سلول از G1 به S، عبور از نقطهٔ وارسی انتهای G1 الزامی است. نقطهٔ وارسی G1 (R) ورود به فاز S را کنترل می‌کند و در صورت وجود مواد مغذی کافی و وجود سیگنال‌های رشد، اجازهٔ ورود سلول به مرحلهٔ بعد را می‌دهد. اما این عبور، برگشت‌ناپذیر است و هنگامی که سلول از این نقطهٔ وارسی عبور کرد، دیگر نمی‌تواند دوباره به فاز G1 بازگردد، حتی اگر شرایط محیطی تغییر کرده و نامطلوب شود.
بر این اساس، ورود به فاز S توسط مسیرهای مولکولی کنترل می‌شود که یک تغییر سریع و یک جهته در وضعیت سلول را تسهیل می‌کند. به عنوان مثال، در مخمر، رشد سلولی باعث تجمع سیکلین CLN3 می‌شود که با کیناز CDK2 وابسته به سیکلین کمپلکس می‌شود. کمپلکس Cln3-CDK2 رونویسی ژن‌های فاز S را با غیرفعال کردن سرکوبگر رونویسی Whi5 ترویج می‌کند. از آنجایی که تنظیم مثبت ژن‌های فاز S باعث سرکوب بیشتر Whi5 می‌شود، این مسیر یک حلقهٔ بازخورد مثبت ایجاد می‌کند که سلول‌ها را به‌طور کامل به بیان ژن فاز S متعهد می‌کند.
یک طرح تنظیمی بسیار مشابه در سلول‌های پستانداران وجود دارد. سیگنال‌های میتوژنیک دریافتی در سراسر فاز G1 باعث تجمع تدریجی سیکلین D می‌شود که با CDK4/6 کمپلکس می‌شود. کمپلکس فعال CyclinD/Cdk4,6 با هیپوفسفوریلاسیون پروتئین مهاری RB، باعث آزاد شدن فاکتور رونویسی E2F می‌شود که به نوبهٔ خود بیان ژن‌های فاز S را آغاز می‌کند. چندین ژن هدف E2F از قبیل Cyclin E، باعث آزادسازی بیشتر E2F از طریق هایپرفسفوریلاسیون پروتئین RB، می‌شوند و یک حلقهٔ بازخورد مثبت مشابه آنچه در مخمر یافت می‌شود، ایجاد می‌کنند.

## همانندسازی دی‌ان‌ای
در سراسر فاز M و فاز G1، سلول‌ها مجتمع‌های غیرفعال پیش‌تکثیر (پیش-RC) را بر روی مبدأ همانندسازی که در سرتاسر ژنوم توزیع شده است، جمع‌آوری می‌کنند. طی فاز S، سلول پیش-RCها را به چنگال‌های همانندسازی فعال تبدیل می‌کند تا همانندسازی DNA را آغاز کند. این فرایند به فعالیت کیناز Cdc7 و CDKهای مختلف فاز S بستگی دارد که هر دو با ورود به فاز S تنظیم مثبت می‌شوند.
فعال‌سازی pre-RC یک فرایند کاملاً تنظیم شده و بسیار متوالی است. پس از این‌که CDKهای فاز S و Cdc7 سوبستراهای مربوط به خود را فسفریله کردند، مجموعهٔ دومی از عوامل همانندسازی با پیش-RC مرتبط می‌شوند. ارتباط پایدار هلیکاز MCM را تشویق می‌کند تا بخش کوچکی از دی‌ان‌ای والدین را به دو رشته ssDNA باز کند، که به نوبهٔ خود پروتئین همانندسازی A یا RPA که یک پروتئین اتصال‌دهندهٔ ssDNA است را جذب می‌کند. RPA چنگال همانندسازی را برای بارگذاری دی‌ان‌ای پلیمرازهای همانندسازی‌کننده و گیره‌های لغزشی PCNA آغاز می‌کند. بارگذاری این فاکتورها چنگال همانندسازی فعال را تکمیل می‌کند و سنتز دی‌ان‌ای جدید را آغاز می‌کند.
فعال‌سازی کامل چنگال همانندسازی فقط در زیرمجموعهٔ کوچکی از مبدأها رخ می‌دهد. همهٔ یوکاریوت‌ها دارای منشأ همانندسازی بسیار بیشتری نسبت به آنچه در طول یک چرخهٔ همانندسازی دی‌ان‌ای نیاز است هستند. منشأ اضافی ممکن است انعطاف‌پذیری همانندسازی دی‌ان‌ای را افزایش دهد و به سلول‌ها اجازه دهد تا سرعت سنتز دی‌ان‌ای را کنترل کنند و به استرس همانندسازی پاسخ دهند.

## سنتز هیستون
از آنجایی که دی‌ان‌ای جدید برای عملکرد مناسب باید در نوکلئوزوم‌ها بسته‌بندی شود، سنتز پروتئین‌های هیستونی متعارف (غیر متغیر) در کنار همانندسازی دی‌ان‌ای رخ می‌دهد. در اوایل فاز S، کمپلکس سیکلین E-Cdk2 NPAT، یک فعال‌کنندهٔ هسته‌ای رونویسی هیستون را فسفریله می‌کند. NPAT با فسفریلاسیون فعال می‌شود و کمپلکس بازسازی کروماتین Tip60 را برای پروموترهای ژن‌های هیستون به کار می‌گیرد. فعالیت Tip60 ساختارهای کروماتین بازدارنده را حذف می‌کند و باعث افزایش سه تا ده برابری در نرخ رونویسی می‌شود.
ورود به فاز S علاوه بر افزایش رونویسی ژن‌های هیستون، تولید هیستون را در سطح آران‌ای نیز تنظیم می‌کند. به جای دم‌های پلی‌آدنیله، رونوشت‌های هیستون متعارف دارای یک موتیف حلقه ساقه ۳` حفاظت‌شده هستند که به‌صورت انتخابی به پروتئین اتصال حلقه ساقه (SLBP) متصل می‌شود. اتصال SLBP برای پردازش کارآمد، صادرات و ترجمه mRNA‌های هیستون مورد نیاز است و به آن اجازه می‌دهد تا به عنوان یک «سوئیچ» بیوشیمیایی بسیار حساس عمل کند. در طول فاز S، تجمع SLBP همراه با NPAT عمل می‌کند تا کارایی تولید هیستون را به شدت افزایش دهد. با این حال، هنگامی که فاز S به پایان می‌رسد، هر دو SLBP و RNA متصل به سرعت تجزیه می‌شوند. این بلافاصله تولید هیستون را متوقف می‌کند و از تجمع سمی هیستون‌های آزاد جلوگیری می‌کند.

## همانندسازی نوکلئوزوم
هیستون‌های آزاد تولید شده توسط سلول در طول فاز S به سرعت در نوکلئوزوم‌های جدید گنجانده می‌شوند. این فرایند به شدت به چنگال همانندسازی گره خورده است و بلافاصله در «جلو» و «پشت» مجتمع تکرار اتفاق می‌افتد. جابه‌جایی هلیکاز MCM در امتداد رشتهٔ پیشرو، اکتامرهای نوکلئوزوم والدین را مختل می‌کند و در نتیجه زیرواحدهای H3-H4 و H2A-H2B را آزاد می‌کند. بازسازی مجدد نوکلئوزوم‌ها در پشت چنگال همانندسازی توسط فاکتورهای بازسازی کروماتین (CAFs) که ارتباط ضعیفی با پروتئین‌های همانندسازی دارند، انجام می‌شود.
آزمایش‌های برچسب‌گذاری نشان می‌دهد که همانندسازی نوکلئوزوم عمدتاً به صورت حفاظتی است. نوکلئوزوم هستهٔ مادری H3-H4 کاملاً از H3-H4 تازه سنتز شده جدا می‌ماند، که منجر به تشکیل نوکلئوزوم‌هایی می‌شود که منحصراً یا حاوی H3-H4 قدیمی یا منحصراً H3-H4 جدید هستند. هیستون‌های «قدیمی» و «جدید» به‌صورت نیمه‌تصادفی به هر رشتهٔ دختری اختصاص داده می‌شوند که منجر به تقسیم مساوی تغییرات تنظیمی می‌شود.